# Інститути посвяченого життя
Інститути посвяченого життя  (лат. Instituta vitae consecratae) — назва церковних організацій чи спільнот, заснованих відповідно до Канонічного права Католицької церкви. У даних спільнотах чи організаціях віруючі беруть на себе певні форми посвяченого Богові життя за допомогою обітниць цнотливості, послуху і бідності або інших форм ініціації, які існують в певному інституті богопосвяченого життя.
Інститути посвяченого життя діляться на чернечі (ордена та конгрегації) і секулярні (товариства апостольського життя). Члени чернечих орденів і громад приносять публічні євангельські обітниці цнотливості, бідності і послуху і живуть спільним общинним життям згідно з заснованим статутом. Канонічним правом Католицької церкви члени чернечих чинів та громад зараховуються до церковного кліру. Товариства апостольського життя влаштовані за принципом чернечих орденів і громад, але при цьому для їх членів принесення чернечих обітниць необов'язкове.
Членами світських інститутів богопосвяченого життя можуть бути як миряни, так і священнослужителі, які спільно намагаються виконати характерні для певного церковного співтовариства мети. Спільноти світських інститутів богопосвяченого життя, на відміну від чернечих, характеризуються відсутністю громадського життя і публічних обітниць. Світські інститути посвяченого життя також мають затверджений церковною владою статут, згідно з яким члени цих спільнот ведуть ту чи іншу діяльність.
Канонічне право Католицької церкви виділяє інститути посвяченого життя понтіфікального права, які можуть бути засновані Святим Престолом і тому вони безпосередньо підпорядковуються Папі Римському. Існують також інститути посвяченого життя дієцезіального права, засновані ординарієм певної дієцезії .